# Çiftelia

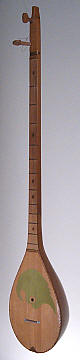
Çiftelia

Çiftelia, auch çifteli, çiteli (albanisch), ist eine albanische Langhalslaute. Das Zupfinstrument besteht aus einem birnenförmigen Korpus, einem langen schlanken Hals und ist mit zwei Saiten bespannt. Die Saiten sind oft in B und E gestimmt (Quarte). Dabei wird hauptsächlich die untere höher gestimmte E-Saite für die Melodie benutzt. Die çiftelia kommt ursprünglich aus der türkischen Musik. Ein anderer Name für die çiftelia in Albanien und Kroatien ist karadyzen (dyzen), von Türkisch karadüzen (düzen).
Çiftelia leitet sich vom türkischen Wort çifte tel („doppelt Saite“) mit der Bedeutung „zweisaitig“ ab, das in die albanische Sprache übernommen wurde. Çiftetelli bezeichnet verschiedene Volkstänze in der Türkei und auf dem Balkan. 
Die çiftelia wird besonders auf Hochzeiten und Konzerten in der Volksmusik gespielt. Sie ist integraler Bestandteil der Volksmusik Nordalbaniens, des Kosovos und im Nordwesten von Nordmazedonien. Dervish Shaqa war einer der bekanntesten albanischen Folkloresänger, der seine Vorträge mit der çiftelia begleitet.
Eine ebenfalls zweisaitige Langhalslaute ist die iranisch-afghanische dotar. Die in Südalbanien gespielte bakllama hat drei Saiten und  die auf dem Balkan verbreitete šargija besitzt drei Doppelsaiten.